# Werner Hilgers
Werner Josef Hilgers (* 17. März 1939 in Düsseldorf) ist ein deutscher Althistoriker und Museumsmitarbeiter.

## Leben
Hilgers studierte an den Universitäten Freiburg und Bonn Geschichte, Latein und Philosophie. Noch vor Abschluss des zweiten Staatsexamens für das höhere Lehramt wurde er 1967 mit der Dissertation Lateinische Gefäßnamen: Bezeichnungen, Funktion und Form römischer Gefäße nach den antiken Schriftquellen zum Dr. phil. promoviert. Von 1968 bis 2002 war er am Rheinischen Landesmuseum Bonn tätig, zunächst als Referent für Schulen und später als Abteilungsleiter für Öffentlichkeitsarbeit und Museumspädagogik. Nebenamtlich war er von 1983 bis 1991 Geschäftsführer des Deutschen Museumsbunds sowie von 1991 bis 1999 dessen Vizepräsident.

## Schriften
- Lateinische Gefäßnamen. Bezeichnungen, Funktion und Form römischer Gefäße nach den antiken Schriftquellen. Rheinland-Verlag, Düsseldorf 1969.
- Kurzführer durch das Rheinische Landesmuseum Bonn, Band 1: Die archäologischen Abteilungen. Verein von Altertumsfreunden im Rheinlande, Bonn 1973.
- Deutsche Frühzeit. Geschichte des römischen Germanien. Ullstein, Frankfurt/Main 1976, ISBN 3-548-03861-1.
- Römische Straße. Rheinauenpark Bonn. Rheinland-Verlag, Köln 1979, ISBN 3-7927-0467-6.
- Die Römer bei den Eskimos und andere Persiflagen auf die Wissenschaft. Zabern, Mainz 2006, ISBN 978-3-8053-3617-8.
- Einführung in die Museumsethik. G+H-Verlag, Berlin 2010, ISBN 978-3-940939-15-9.